# At Newport '63
Albums de Martial Solal
Suite pour une frise
(1962) Concert à Gaveau vol. 2
(1964)
At Newport '63 est un album en trio du pianiste de jazz français Martial Solal, enregistré avec Teddy Kotick et Paul Motian, sorti en 1963 sur le label RCA Victor.

## Historique
Au début des années 1960, la renommée de Martial Solal commence à grandir aux États-Unis, terre de naissance du jazz.Ainsi, Oscar Peterson, de passage en France en juin 1963, passe l'écouter au Club Saint-Germain, où Solal est pianiste maison.
Le producteur américain George Wein l'invite à jouer pendant deux semaines à l'Hickory House, un club de la 53e rue à New York, avant de le présenter en 1963 en vedette au festival de Newport. Pour Martial Solal, c'est un choc : aucun musicien français n'avait été invité aux États-Unis depuis Django Reinhardt. Comme il est invité sans son trio, Joe Morgen, l'envoyé de Wein, lui présente le contrebassiste Teddy Kotick et le batteur Paul Motian, qui jouaient avec Bill Evans ; les trois musiciens s'entendent bien très vite.
Le succès est au rendez-vous et l'engagement à l'Hickory House est prolongé et dure finalement dix semaines ; Time magazine lui consacre d'ailleurs deux colonnes. Martial Solal est surpris de la grande connaissance des standards par le public américain, très réceptif aux arrangements, mais plus réticents envers les compositions de Solal
.
Le célèbre producteur Joe Glaser le prend sous son aile, et en une semaine, Solal a tout ce qu'il lui faut pour s'installer : une carte de sécurité sociale et une carte de cabaret, autorisant à jouer dans les clubs. Il lui propose un engagement au London House de Chicago, repère de tous les grands pianistes. Mais Solal rentre en France, et ne retourne pas aux États-Unis. Divorcé avec un jeune enfant, sa situation familiale est trop compliquée pour cette prometteuse carrière américaine.

## À propos de l'album
Il existe plusieurs versions concernant l'enregistrement de l'album. Une première indique que le concert a été enregistré, mais que le producteur l'ayant jugé trop court, des morceaux ont été réenregistrés en studio, avec ajout d'applaudissement. Les rééditions récentes indiquent que le concert n'a pas été enregistré du tout, et que tout l'album est constitué de prises en studio.
Outre des standards, Solal joue sa Suite pour une Frise, déjà enregistrée en 1962 avec Guy Pedersen et Daniel Humair. Paul Motian et Teddy Kotick, qui lisaient mal la musique, ont dû l'apprendre par cœur, au cours de deux semaines de répétition,.

## Réception critique
Au moment de sa sortie, l'album est salué par la presse américaine, ainsi que par Duke Ellington (« Solal possède en abondance les qualités nécessaires aux musiciens : sensibilité, créativité, et une prodigieuse technique ») et Dizzy Gillespie,. Martin Williams (Saturday Review) écrit que Solal est « un des meilleurs musiciens de jazz du monde », Time le décrit comme « un virtuose étonnamment expert […] [dont] l'imagination est d'une richesse débordante ».
Aujourd'hui, l'album reste populaire,. Pour Ken Dryen (AllMusic), « Solal mêle des phrases à la Tatum à son lyrisme, dans un contexte résolument post bebop. En plus des arrangements réussis de standards, sa longue composition Suite pour une Frise vaut le détour ».

## Pistes
| No | Titre                            | Musique                                   | Durée |
| -- | -------------------------------- | ----------------------------------------- | ----- |
| 1. | Poinciana (The Song of the Tree) | Buddy Bernier, Manuel Lliso, Nat Simon    | 5:15  |
| 2. | Clouds (Nuages)                  | Django Reinhardt                          | 2:58  |
| 3. | Suite pour une Frise             | Martial Solal                             | 11:33 |
| 4. | Stella by Starlight              | Ned Washington, Victor Young              | 4:12  |
| 5. | What Is This Thing Called Love?  | Cole Porter                               | 4:30  |
| 6. | 'Round Midnight                  | Thelonious Monk                           | 3:38  |
| 7. | Boplicity                        | Gil Evans                                 | 3:47  |
| 8. | All God's Chillun Got Rhythm     | Bronisław Kaper, Gus Kahn, Walter Jurmann | 2:47  |

| 9.  | Fine and Dandy         | Kay Swift       | 1:49 |
| 10. | I Got Rhythm (prise 1) | George Gershwin | 2:45 |
| 11. | I Got Rhythm (prise 2) | George Gershwin | 2:45 |
| 12. | I Got Rhythm (prise 3) | George Gershwin | 2:42 |

## Musiciens
- Martial Solal : piano
- Teddy Kotick : contrebasse
- Paul Motian : batterie